# Tulifant
Tulifant ist eine Oper in drei Akten (Op. 75) von Gottfried von Einem (Musik) mit einem Libretto von Lotte Ingrisch. Sie trägt den Untertitel „Märchenspiel über Verzauberung und Erlösung unseres Planeten Erde“. Die Uraufführung fand am 30. Oktober 1990 im Wiener Ronacher-Theater statt.

## Handlung
Smaragda war einmal eine wunderschöne Prinzessin, die lebendige grüne Erde selbst. Mittlerweile hat sie sich allerdings wegen des Fortschrittsglaubens der Menschen in eine hässliche alte Magd verwandelt. Einst hatte sie zwei Liebhaber, den technologiegläubigen Wüsterich und den idealistischen naturfreundlichen Tulifant, der wegen seiner Lehre, dass das Universum voller lebendiger Welten sei, auf dem Scheiterhaufen verbrannt wurde.

### Erster Akt
Fridolin, der Sohn Smaragdas, ist auf der Suche nach seinen Eltern. Er weiß nicht, dass die alte Magd seine Mutter ist. Wüsterich behauptet zwar, sein Vater zu sein, doch Fridolin kann das nicht glauben, denn Smaragda hat einmal erwähnt, dass Tulifant sein Vater sei. Als Wüsterich die Erde einmal besonders schlimm zurichtet, begibt sich Fridolin auf die Suche nach Tulifant. Smaragda verwandelt sich in eine Erdprinzessin und gibt ihm zum Schutz auf der Reise ein Zaubertuch. Außerdem gestattet sie ihm drei Wünsche. Er wünscht sich zunächst, ein „Freund der Natur“ zu sein. Daraufhin versichern ihm Pflanzenfeen und Tiergeister ihre Hilfe und öffnen ein Tor.

### Zweiter Akt
In einem Schneesturm verliert Fridolin die Orientierung. Er trifft auf den alten verschnupften Dinosaurier Müff Müff, der jedoch nicht den Mut aufbringt, Fridolin zu helfen. Sie streiten eine Weile, bis das in einer Fantasiesprache sprechende Pelzchen auftaucht und die drei erkennen, dass sie sich verbünden müssen. Sie setzen die Reise gemeinsam fort. Nach einer Weile begegnen sie einem Ungeheuer. Es ist die erneut verwandelte Smaragda, die nun die Unterwelt darstellt. Tulifant tritt ihnen in Gestalt eines furchterregenden Feuers entgegen. Fridolin lässt sich nicht einschüchtern, wird aber vom Feuer verschlungen. Glücklicherweise verhindert sein Zaubertuch Schlimmeres. Unirdische Wesen geben ihm ein goldenes Horn, wie auch Tulifant eines trägt. Es wird zu seinem dritten Auge und ermöglicht es ihm, Smaragda als Garten aus Licht zu erkennen. Fridolin spricht seinen zweiten Wunsch aus: Er will ihr Gärtner sein.

### Dritter Akt
Nachdem Smaragda erlöst ist, wollen Fridolin und die anderen nun den Wüsterich besiegen. Fridolin bringt es jedoch nicht über sich, ihn zu vernichten. Der Wüsterich dagegen versucht, Tulifant mit einem Hammer zu erschlagen. Diese beiden versinken „zwischen den Welten“. Da nennt Fridolin seinen letzten Wunsch: Er bittet darum, ein neuer Tulifant zu werden. Nun können alle Menschen auf der Erde ein neues Leben anfangen.

## Gestaltung
Formal handelt es sich um eine Nummernoper mit vier Musiknummern im ersten Akt, sechs Nummern im zweiten und zwei im dritten Akt. Es gibt Arien, Duette und Ensemblesätze. Die Stücke haben mehrheitlich schnelle Tempi. Die rhythmischen Strukturen sind bedeutsam, wirken aber nicht aufdringlich. Trotz häufiger Taktwechsel dominieren traditionelle Taktformen. Auf stärkere dynamische Effekte verzichtet Einem im Sinne des kammermusikalischen Grundcharakters. Das Werk nähert sich formal der Gattung des Singspiels an. Die Gesangsstimmen treten deutlich hervor, und es gibt gesprochene Dialoge. Trotz der augenscheinlichen Schlichtheit und den eingängigen Themen finden sich aber auch differenziertere musikalische Details und „Kunststücke“, wie sie Einem nannte. Eine wichtige Rolle ist der sogenannten „Todesmelodie“ und deren Überwindung zugewiesen. Auch das Ideal der Humanität hat eine musikalische Entsprechung.

### Orchester
Die Orchesterbesetzung der Oper hat Kammeroperncharakter, benötigt aber dennoch 22 Spieler:
- Holzbläser: Flöte, Oboe, Klarinette, Fagott
- Blechbläser: Horn, zwei Trompeten, Posaune, Tuba
- Pauken, Schlagzeug (drei Spieler)
- Klavier
- E-Gitarre
- Streicher (solistisch): Violine, zwei Bratschen, zwei Violoncelli, zwei Kontrabässe

## Interpretatorische Hinweise
Einem selbst nannte seinen Tulifant seine „grüne“ Oper. Sie behandelt märchenhaft-symbolistisch, aber auf die Gegenwart bezogen, den Kampf zwischen Gut und Böse.
Vorbild für die Titelfigur ist der ehemalige Dominikanermönch Giordano Bruno, der 1592 von der Inquisition verhaftet und 1600 als Ketzer verbrannt wurde. Wie Tulifant verehrte er die Natur, in deren verschiedensten Formen er Gott erkannte. Seine Ideen entwickelte er außerdem anhand der Lehren von Nikolaus Kopernikus und dessen Heliozentrischem Weltbild. Tulifant stellt in der Oper die lebensbejahenden Kräfte von Liebe und Wahrheit dar. Sein Gegenspieler ist der machtgierige Wüsterich, der an die absolute Herrschaft des Menschen über die Natur glaubt, ohne Rücksicht auf Verluste Geld und Fortschritt verherrlicht und dabei die Erde ausbeutet. Er entzündet im Totenreich das Feuer des Hasses, in dem Tulifant leiden muss. Die verbannte Wahrheit des Tulifant ist für normale menschliche Augen unsichtbar. Auch Fridolin kann sie erst durch das goldene Horn als drittem Auge erkennen. Als Kind hat er allerdings noch einen direkten Zugang zur Natur und dem Übernatürlichen. So spricht er zur rechten Zeit die passenden Wünsche aus, die er benötigt, um Tulifant und Smaragda zu erlösen und die Macht Wüsterichs zu brechen.
Fridolins Mutter Smaragda steht für die Erde und das Leben. Sie vereint in sich das Werden und das Vergehen, sowohl lebensbejahende als auch zerstörerische Mächte. Gegenwart und Zukunft sind durch die Figuren des Drachen Müff Müff und des Pelzchen repräsentiert. Die Fantasiesprache des Letzteren ist bis fast zum Schluss unverständlich.

## Werkgeschichte
Gottfried von Einem schrieb seine letzte vollendete Oper Tulifant im Auftrag des Theaters an der Wien auf ein Libretto seiner Ehefrau Lotte Ingrisch. Die Anregung dazu kam von Franz Häussler, dem kaufmännischen Direktor der Vereinigten Bühnen Wien. Obwohl Einem die Oper bereits 1984 fertigstellte, kam sie mehrere Jahre nicht zur Uraufführung. Ein Grund für den Aufschub war der große Langzeiterfolg des Musicals Cats in Wien, der alle weiteren Premieren verhinderte. Der Direktor der Staatsoper, Claus Helmut Drese, lobte allerdings in seinem Tagebuch die Dramaturgen, „die dieses Opus seit Jahren als Uraufführung zu verhindern wußten“ und meinte: „Man entwickelt Antikörper gegen soviel Gesundbeterei“.
Zur Uraufführung kam es schließlich nach der Absetzung von Cats am 30. Oktober 1990 im Wiener Ronacher-Theater in einer Inszenierung von Elmar Ottenthal. Bühne und Projektionen stammten von Günther Schneider-Siemssen, die Kostüme von Dietmar Alexander Solt. Das Ensemble der Vereinigten Bühnen Wien spielte unter der Leitung von Caspar Richter. Es sangen Jung Min Lee (Fridolin), Volker Vogel (Wüsterich), Rudolf Mazzola (Müff Müff), Priti Coles (Pelzchen), Manfred Hemm (Tulifant) und Katharina Dau (Smaragda).
Das Werk wurde Kurt Pahlen zufolge „sehr kühl“ aufgenommen, was sowohl am Text als auch an der Musik gelegen haben dürfte. Manche Kritiker hatten offenbar Verständnisprobleme und vermuteten „hinter der Märchenallegorie auf unsere Gesellschaft einen weltfremden Mummenschanz“. Auf der anderen Seite wurde die Musik auch von der Kritik „durchweg positiv und freundlich“ bewertet. Rudolf Klein schrieb in der Neuen Zürcher Zeitung, dass sie „unbelastet und unkompliziert Vergangenheit und Zukunft“ versöhne und beschrieb die Oper in der Österreichischen Musikzeitschrift als „in Inhalt und Form originelle[s], rundum geglückte[s] Werk“.
Ottenthals Inszenierung wurde ab dem 7. März 1993 auch am Theater Aachen gespielt. Hier sangen Pamela Pantos (Fridolin), Willy Schell (Wüsterich), Rainer Zaun (Müff Müff), Rachel Robins (Pelzchen), John Cashmore (Tulifant) und Linda Watson (Smaragda). Das Städtische Orchester Aachen spielte unter der Leitung von Stefan Lano. Ein Gastspiel dieser Produktion gab es im Juni 1993 in Hagen im Rahmen der 3. Tage des Neuen Musiktheaters in Nordrhein-Westfalen.
Aus Anlass des hundertsten Geburtstag des Komponisten nahm das Wiener MuTh die Oper im Mai 2018 ins Programm auf.

## Aufnahmen
- 1990 – Caspar Richter (Dirigent), Orchester der Vereinigten Bühnen Wien, Chor-Ensemble.
 Jung Min Lee (Fridolin), Volker Vogel (Wüsterich), Rudolf Mazzola (Müff Müff), Priti Coles (Pelzchen), Manfred Hemm (Tulifant), Katharina Dau (Smaragda).
 Live aus dem Ronacher-Theater Wien.
 Amadeo CD: 435 694 2.[14]